# Dyskografia StayC
Dyskografia STAYC – południowokoreańskiej grupy – obejmuje jeden album, trzy minialbumy, pięć single albumy, piętnaście singli, jedną ścieżkę dźwiękową oraz trzynaście teledysków.

## Album
| Tytuł       | Informacje                                                                                          | Najwyższa pozycja | Najwyższa pozycja | Najwyższa pozycja | Najwyższa pozycja | Sprzedaż                | Certyfikat |
| Tytuł       | Informacje                                                                                          | KOR (Circle)      | JPN (Oricon)      | US (Sales)        | US (World)        | Sprzedaż                | Certyfikat |
| ----------- | --------------------------------------------------------------------------------------------------- | ----------------- | ----------------- | ----------------- | ----------------- | ----------------------- | ---------- |
| Metamorphic | - Wydany: 1 lipca 2024 - Wytwórnia: High Up Entertainment - Format: CD, digital download, streaming | 3                 | —                 | —                 | —                 | - KOR: 114 766 - JPN: — |            |

## Minialbum
| Tytuł         | Informacje                                                                                              | Najwyższa pozycja | Najwyższa pozycja | Najwyższa pozycja | Najwyższa pozycja | Sprzedaż                    | Certyfikat    |
| Tytuł         | Informacje                                                                                              | KOR (Circle)      | JPN (Oricon)      | US (Sales)        | US (World)        | Sprzedaż                    | Certyfikat    |
| ------------- | --- | ----------------- | ----------------- | ----------------- | ----------------- | --------------------------- | ------------- |
| Stereotype    | - Wydany: 6 września 2021 - Wytwórnia: High Up Entertainment - Format: CD, digital download, streaming  | 2                 | 25                | —                 | —                 | - KOR: 208 039 - JPN: 2 078 |               |
| Young-Luv.com | - Wydany: 21 lutego 2022 - Wytwórnia: High Up Entertainment - Format: CD, digital download, streaming   | 1                 | 44                | —                 | —                 | - KOR: 258 572 - JPN: 1 002 | KMCA: Platyna |
| Teenfresh     | - Wydany: 16 sierpnia 2023 - Wytwórnia: High Up Entertainment - Format: CD, digital download, streaming | 3                 | 45                | 40                | 14                | - KOR: 380 544 - JPN: 738   |               |

## Single album
| Tytuł                   | Informacje                                                                                               | Najwyższa pozycja | Sprzedaż       | Certyfikat    |
| Tytuł                   | Informacje                                                                                               | KOR (Circle)      | Sprzedaż       | Certyfikat    |
| ----------------------- | --- | ----------------- | -------------- | ------------- |
| Star To A Young Culture | - Wydany: 12 listopada 2020 - Wytwórnia: High Up Entertainment - Format: CD, digital download, streaming | 6                 | - KOR: 70 262  |               |
| Staydom                 | - Wydany: 8 kwietnia 2021 - Wytwórnia: High Up Entertainment - Format: CD, digital download, streaming   | 9                 | - KOR: 105 300 |               |
| We Need Love            | - Wydany: 19 lipca 2022 - Wytwórnia: High Up Entertainment - Format: CD, digital download, streaming     | 2                 | - KOR: 261 827 | KMCA: Platyna |
| Teddy Bear              | - Wydany: 14 lutego 2023 - Wytwórnia: High Up Entertainment - Format: CD, digital download, streaming    | 1                 | - KOR: 414 798 | KMCA: Platyna |
| ...l                    | - Wydany: 30 października 2024 - Wytwórnia: High Up Entertainment - Format: digital download, streaming  | —                 | - KOR: —       |               |

## Single
| Tytuł                                                                                                  | Rok   | Najwyższa pozycja | Najwyższa pozycja | Najwyższa pozycja | Najwyższa pozycja | Najwyższa pozycja | Najwyższa pozycja | Najwyższa pozycja | Sprzedaż    | Album                   |
| Tytuł                                                                                                  | Rok   | KOR               | KOR               | NZ Hot            | SGP               | US World          | JAP               | JAP               | Sprzedaż    | Album                   |
| Tytuł                                                                                                  | Rok   | Circle            | Billb.            | NZ Hot            | SGP               | US World          | Oricon            | Billb.            | Sprzedaż    | Album                   |
| Korea                                                                                                  | Korea | Korea             | Korea             | Korea             | Korea             | Korea             | Korea             | Korea             | Korea       | Korea                   |
| --- | ----- | ----------------- | ----------------- | ----------------- | ----------------- | ----------------- | ----------------- | ----------------- | ----------- | ----------------------- |
| So Bad                                                                                                 | 2020  | 159               | 82                | —                 | —                 | 21                | —                 | —                 | Nie dotyczy | Star To A Young Culture |
| ASAP                                                                                                   | 2021  | 9                 | 9                 | —                 | —                 | —                 | —                 | —                 | Nie dotyczy | Staydom                 |
| Stereotype                                                                                             | 2021  | 27                | 17                | —                 | 22                | 16                | —                 | —                 | Nie dotyczy | Stereotype              |
| Run2U                                                                                                  | 2022  | 4                 | 3                 | 29                | —                 | 9                 | —                 | —                 | Nie dotyczy | Young-Luv.com           |
| Beautiful Monster                                                                                      | 2022  | 44                | 19                | —                 | —                 | —                 | —                 | —                 | Nie dotyczy | We Need Love            |
| Poppy (Korean Ver.)                                                                                    | 2023  | 19                | 12                | —                 | —                 | —                 | —                 | —                 | Nie dotyczy | Teddy Bear              |
| Teddy Bear                                                                                             | 2023  | 4                 | 5                 | —                 | —                 | —                 | —                 | —                 | Nie dotyczy | Teddy Bear              |
| Bubble                                                                                                 | 2023  | 11                | 14                | —                 | —                 | —                 | —                 | —                 | Nie dotyczy | Teenfresh               |
| Cheeky Icy Thang                                                                                       | 2024  | 118               | —                 | —                 | —                 | —                 | —                 | —                 | Nie dotyczy | Metamorphic             |
| GPT | 2024  | 165               | —                 | —                 | —                 | —                 | —                 | —                 | Nie dotyczy | ...l                    |
| Japonia                                                                                                |       |                   |                   |                   |                   |                   |                   |                   |             |                         |
| Poppy                                                                                                  | 2022  | —                 | —                 | —                 | —                 | —                 | 13                | 99                | JPN: 8 331  | Singel spoza albumu     |
| Teddy Bear -Japanese Ver.-                                                                             | 2023  | —                 | —                 | —                 | —                 | —                 | 5                 | 45                | JPN: 18 271 | Singel spoza albumu     |
| LIT | 2023  | —                 | —                 | —                 | —                 | —                 | 3                 | 93                | JPN: 10 628 | Singel spoza albumu     |
| MEOW/Cheeky Icy Thang-Japanese Ver.-                                                                   | 2024  | —                 | —                 | —                 | —                 | —                 | 7                 | —                 | JPN: 12 276 | Singel spoza albumu     |
| GPT -Japanese Ver.- / Tell Me Now                                                                      | 2024  | —                 | —                 | —                 | —                 | —                 | —                 | —                 | JPN: —      | Singel spoza albumu     |
| „—” oznacza nagranie, które nie znalazło się na listach przebojów lub nie zostało wydane w danym kraju |       |                   |                   |                   |                   |                   |                   |                   |             |                         |

## Inne single
| Tytuł                   | Rok  | Uwagi                                                                               | Przy.  |
| ----------------------- | ---- | ----------------------------------------------------------------------------------- | ------ |
| Fancy - Spotify Singles | 2024 | 15 marca STAYC wydało remake utworu Twice „Fancy” w ramach projektu Spotify Singles | [ 31 ] |

## Ścieżka dźwiękowa
| Tytuł | Rok  | Najwyższa pozycja | Album     |
| Tytuł | Rok  | KOR (Circle)      | Album     |
| ----- | ---- | ----------------- | --------- |
| Star  | 2022 | 170               | Our Blues |

## Inne piosenki z list przebojów
| Tytuł                                        | Rok  | Najwyższa pozycja | Album         |
| Tytuł                                        | Rok  | Circle Down.      | Album         |
| -------------------------------------------- | ---- | ----------------- | ------------- |
| „So What”                                    | 2021 | 143               | Staydom       |
| „Love Fool” (사랑은 원래 이렇게 아픈 건가요) | 2021 | 190               | Staydom       |
| „I'll Be There”                              | 2021 | 71                | Stereotype    |
| „Slow Down”                                  | 2021 | 76                | Stereotype    |
| „Complex”                                    | 2021 | 87                | Stereotype    |
| „Same Same”                                  | 2022 | 91                | Young-Luv.com |
| „247”                                        | 2022 | 97                | Young-Luv.com |
| „Young Luv”                                  | 2022 | 70                | Young-Luv.com |
| „Butterfly”                                  | 2022 | 101               | Young-Luv.com |
| „I Want U Baby”                              | 2022 | 117               | Young-Luv.com |
| „I Like It”                                  | 2022 | 75                | We Need Love  |
| „Love”                                       | 2022 | 66                | We Need Love  |
| „Not Like You”                               | 2023 | 36                | Teenfresh     |
| „I Wanna Do”                                 | 2023 | 38                | Teenfresh     |
| „Be Mine”                                    | 2023 | 46                | Teenfresh     |
| „1 Thing”                                    | 2024 | 58                | Metamorphic   |
| „Stay with Me”                               | 2024 | 61                | Metamorphic   |
| „Twenty”                                     | 2024 | 63                | Metamorphic   |
| „Flexing on My Ex”                           | 2024 | 64                | Metamorphic   |
| „Fakin”                                      | 2024 | 70                | Metamorphic   |
| „Let Me Know”                                | 2024 | 71                | Metamorphic   |
| „Give It 2 Me”                               | 2024 | 72                | Metamorphic   |
| „Trouble Maker”                              | 2024 | 74                | Metamorphic   |
| „Find”                                       | 2024 | 76                | Metamorphic   |
| „Beauty Bomb”                                | 2024 | 78                | Metamorphic   |
| „Nada”                                       | 2024 | 79                | Metamorphic   |
| „Gummy Bear”                                 | 2024 | 80                | Metamorphic   |
| „Roses”                                      | 2024 | 81                | Metamorphic   |

## Wideografia

### Teledyski
| Tytuł                                     | Rok  | Reżyser                            | Przy.  |
| ----------------------------------------- | ---- | ---------------------------------- | ------ |
| „So Bad”                                  | 2020 | Minjun Lee, Hayoung Lee (MOSWANTD) | [ 34 ] |
| „ASAP”                                    | 2021 | Samin Han (Dextor-Lab)             | [ 35 ] |
| „Stereotype” (색안경)                     | 2021 | Woogie Kim (MOTHER)                | [ 36 ] |
| „RUN2U”                                   | 2022 | Woogie Kim (MOTHER)                | [ 37 ] |
| „Beautiful Monster”                       | 2022 | Flexible pictures                  | [ 38 ] |
| „POPPY”                                   | 2022 | NOVV KIM (NOVV)                    | [ 39 ] |
| „Poppy (Korean Ver.)” (Performance Video) | 2023 | NOVV KIM (NOVV)                    | [ 40 ] |
| „Teddy Bear”                              | 2023 | NOVV KIM (NOVV)                    | [ 41 ] |
| „Teddy Bear” -Japanese Ver.-              | 2023 | 88GH (KEEPUSWEIRD)                 | [ 42 ] |
| „Bubble”                                  | 2023 | Naive Creative Production          | [ 43 ] |
| „Lit”                                     | 2023 | Korlio (August Frog)               | [ 44 ] |
| „Cheeky Icy Thang”                        | 2024 | Soonsik Yang                       | [ 45 ] |
| „MEOW”                                    | 2024 | Hayato Ando                        | [ 46 ] |
| „GPT”                                     | 2024 | Vin Kim (Kepler Lab)               | [ 47 ] |
| „GPT-Japanese Ver.-” (Performance Video)  | 2024 |                                    | [ 48 ] |